# Easy to Love
 Easy to Love és una pel·lícula musical estatunidenca de Charles Walters estrenada el 1953.

## Argument
Van Johnson i Tony Martin es disputen l'amor d'Esther Williams a Florida mentre ella fa els seus números musicals a l'aigua. La petita sirena Williams en technicolor en el seu apogeu.

## Repartiment
- Esther Williams: Julie Hallerton
- Van Johnson: Ray Lloyd
- Tony Martin: Barry Gordon
- John Bromfield: Hank
- Edna Skinner: Nancy Parmel
- King Donovan: Ben
- Paul Bryar: Mr. Barnes
- Carroll Baker: Clarice
- Ed Oliver: Bandleader
- Cyd Charisse: Ella mateixa

## Crítica
Musical previsible al servei de la seva estrella. Amb un guió bastant idiota i la coneguda repetició de fórmules. Perfectament oblidable, malgrat les espectaculars ocurrències coreogràfiques de Busby Berkeley. Un únic acudit acceptable: el personatge donjuanesc interpretat per Tony Martin, que es passa tota la pel·lícula intentant lligar amb la Williams sense èxit i que optarà en l'últim pla del film per marxar amb Cyd Charisse (la seva esposa a la vida real)

## Producció
La pel·lícula va ser produïda per la Metro-Goldwyn-Mayer (MGM). Una de les escenes més espectaculars, amb coreografia-com en tota la pel·lícula - de Busby Berkeley, va ser rodada a Florida, a Cypress Gardens el 2600 S. S. Lake Summit Drive, a Winter Haven

## Distribució
Distribuida per la Metro-Goldwyn-Mayer (MGM), la pel·lícula es va estrenar als cinemes nord-americans el 25 de desembre després d'una estrena a Nova York el 26 de novembre de 1953. La pel·lícula es va distribuir a tot el món. A Finlàndia, com Juhla Floridassa va ser dut a terme als cinemes el 20 agost 1954, a Alemanya Occidental, el 10 de setembre 1954 sota el títol Du bist so leicht zu lieben!.
La pel·lícula s'esmenta i mostra un llarg passatge a  Hollywood ... Hollywood, una antologia dels musicals de MGM, pel·lícula dirigida per Gene Kelly estrenada el 1976.